# Hruszauka (obwód grodzieński)
Hruszauka (hist. Ogólec; biał. Грушаўка; ros. Грушевка) – wieś na Białorusi, w obwodzie grodzieńskim, w rejonie mostowskim, w sielsowiecie Łunna.
W dwudziestoleciu międzywojennym Ogólec leżał w Polsce, w województwie białostockim, w powiecie grodzieńskim.